# 243094 Dirlewanger
243094 Dirlewanger è un asteroide della fascia principale. Scoperto nel 2007, presenta un'orbita caratterizzata da un semiasse maggiore pari a 2,3306363 UA e da un'eccentricità di 0,1896588, inclinata di 1,74414° rispetto all'eclittica.